# Avast Antivirus
Avast Antivirus è un software antivirus sviluppato dalla Avast Software di Praga. È stato il primo programma antivirus funzionante su architettura x86-64 e il primo antivirus gratuito a offrire una virtualizzazione automatica tramite sandbox, disponibile dalla versione 6 (la prima fu distribuita nel 1988). Esistono tre versioni: una gratuita e due a pagamento con funzioni aggiuntive.
Avast! Home Edition, rinominata Avast! Free Edition con l'arrivo della quinta versione, è un pacchetto antivirus completo. A partire dalla versione 4.8 integra anche un antispyware e un anti rootkit. Il motore anti rootkit utilizzato è quello di GMER con molte modifiche. La versione gratuita è in prova per 30 giorni senza registrazione, ed è sufficiente registrarla gratuitamente direttamente nell'interfaccia del programma per poterla usare per 12 mesi; alla scadenza occorre rinnovare la registrazione. Avast è disponibile in 27 lingue.
Avast compete nell'industria degli antivirus contro AVG (la cui software house è sussidiaria della stessa Avast), Avira, Eset, F-Secure, Frisk, Kaspersky, McAfee, Panda Security, Sophos e Symantec.

## Storia di Avast Software
- 1988 - Pavel Baudiš, allora ricercatore presso il Mathematical Machines Research Institute di Praga, trova un campione del virus Vienna e, incuriosito da esso, scrive un programma in grado di rimuoverlo. Poi lo mostra al collega Eduard Kučera con cui fonda la cooperativa ALWIL Software che pubblica la prima versione di Avast! Antivirus. Ai tempi del regime comunista la costituzione di una società commerciale non è possibile.[senza fonte]
- 1991 - I fondatori Pavel Baudiš e Eduard Kučera, liberi dalle costrizioni socio-economiche, trasformano ALWIL Software da cooperativa in società congiunta.
- 1995 - Il giovane Ondřej Vlček, attuale CTO della società, si unisce alla ALWIL durante gli studi universitari. È lui a scrivere il primo programma antivirus per Windows 95.
- 1996 - Avast! Antivirus è uno dei primi tre programmi antivirus a livello globale a vincere il Virus Bulletin VB100 con riconoscimenti in tutte le categorie di test.
- 1997 - ALWIL Software fornisce sotto licenza il motore di Avast! Antivirus a McAfee per l'utilizzo nella sua linea di prodotti antivirus con il logo "Powered by Avast! engine" sulle scatole di McAfee. ALWIL assume il suo primo specialista di assistenza tecnica, Pavel Mourek.
- 2001 - Il cofondatore Eduard Kučera implementa una strategia di crescita basata sul principio che tutti gli utenti meritano protezione e che la sicurezza informatica non deve essere un lusso che solo alcuni possono permettersi. Così il 1º giugno ALWIL Software lancia una soluzione antivirus gratuita per uso domestico. Sei mesi dopo, nel gennaio 2002, il nuovo sistema vede la prima registrazione di un utente libero[non chiaro] di Avast! Antivirus Home Edition.
- 2003 - Con la crescita della base di utenti della versione free si crea la necessità di offrire altre soluzioni di pagamento online. Così ALWIL sceglie la distribuzione on line di Digital River share-it! con il lancio di nuovi prodotti inclusi Avast! Bootable Antivirus & Recovery Tool (BART) CD e la versione gratuita Avast! 4 Home Edition sotto la supervisione di Ondřej Vlček.
- 2004 - La versione gratuita di Avast! raggiunge un milione di utenti, il che conferma la visibilità dell'azienda e il successo della strategia, fino ad allora dubbia, di distribuzione gratuita del servizio offerto da altri a pagamento. ALWIL implementa la rivendita internazionale per i clienti paganti. Vengono lanciati Avast! Versione per Linux, Avast! 4.5 Home/Professional Edition, Avast! Distributed Network Manager (ADNM) e Avast! BART CD 2.0.
- 2005 - Per raggiungere nuovi utenti mentre le connessioni internet non hanno un alto grado di penetrazione, ALWIL inizia una collaborazione con SanDisk. Grazie a questa partnership, Avast! deve gestire tutte le lingue dei mercati di SanDisk e così ALWIL assume le prime persone per la localizzazione in-house e per il supporto. Lancio di Avast! U3 Edition (per SanDisk) e Avast! 4.6.
- 2006 - La base di utenti di Avast! raddoppia due volte: prima a 10 milioni e poi a 20 milioni, in gran parte grazie alla disponibilità di più versioni linguistiche e una serie di premi di settore per la qualità. Vengono lanciati nuovi prodotti; il più importante è Avast! Linux Home Edition.
- 2007 - Laa società che ha solo 38 dipendenti raggiunge 40 milioni di utenti registrati: oltre un milione di utenti per dipendente. ALWIL Software viene trasformata in una società per azioni. Nascono due nuove versioni: Avast! Mac Edition e Avast! Windows Home Server Edition.
- 2008 - ALWIL punta sull'acquisizione di multinazionali per la vendita e di team di supporto e localizzazione per offrire Avast! Antivirus e Avast.com in ancora più lingue. La società ha oramai raggiunto i 50 milioni di utenti registrati e i 60 dipendenti. Viene presentato Avast! 4.8.
- 2009 - Per rafforzare l'azienda, ALWIL ingaggia Vincent Steckler, già di Symantec, come amministratore delegato. Gli utenti registrati passano da 68 milioni a oltre 100, i dipendenti a 100. I nuovi prodotti sono la serie 5.0 di Avast! Free Antivirus, Avast! Pro Antivirus e Avast! Internet Security.
- 2010 - La Summit Partners investe 100 milioni di dollari per una quota di minoranza della società. ALWIL Software cambia nome in AVAST Software per collegare più strettamente la società con il marchio e Avast! raggiunge i 130 milioni di utenti registrati. Viene distribuito Avast! Serie 5.0 con un nuovo motore antivirus, un firewall silenzioso opzionale e una sandbox.
- 2011 - Da metà anno Avast! ha più di 135 milioni di utenti attivi e oltre 165 milioni di registrazioni per utente con poco più di 150 dipendenti. Vedono la luce nuovi prodotti, tra i quali: Avast! Linea Business Protection con una console di amministrazione centrale semplificata; Avast! Serie 6.0 con innovazioni che includono: WebRep, uno strumento di valutazione dei siti web, SafeZone, un browser built-in che utilizza il codice sorgente di Chromium per una maggiore sicurezza con le transazioni online sensibili, e AutoSandbox, la prima funzione automatica di virtualizzazione offerta all'interno di un antivirus gratuito.
- 2012 - A partire dal secondo quadrimestre, Avast! ha più di 150 milioni di utenti attivi e oltre 211 milioni di registrazioni utente con poco più di 200 dipendenti. I nuovi prodotti sono: una nuova versione di Avast! Free Antivirus per Mac, Avast! Endpoint Protection (una linea di sicurezza aziendale) e Avast! Serie 7.0, con le innovazioni che comprendono FileRep (un sistema di reputazione dei file basato sul cloud), aggiornamenti in streaming (anche cloud-based) e funzionalità di assistenza remota. Avast Free Mobile Security diventa l'app di sicurezza più votata su Google Play. Avast Free Antivirus è il software più scaricato su Download.com
- 2013 - Le app per la sicurezza della famiglia mobile hanno 1.000.000 di abbonati grazie a partnership con l'operatore di telefonia mobile.
- 2014 - CVC Capital Partners diventa un investitore strategico. I prodotti mobili raggiungono anche il traguardo dei 100 milioni di download più velocemente di qualsiasi strumento di sicurezza mobile nella storia di Google Play.
- 2015 - Avast apre la sua nuova sede di Praga, portando lo stile della Silicon Valley nella Repubblica Ceca.
- 2016 - Avast acquisisce il colosso della cibersicurezza AVG, con sede in Repubblica Ceca, raddoppiando il numero totale di utenti e introducendo nuovi talenti e tecnologie. L'acquisizione offre ad Avast la più grande e avanzata rete di rilevamento delle minacce, basata su una vasta base di utenti, e diversifica ulteriormente il portafoglio di prodotti, la base geografica e i flussi di entrate.
- 2017 - Tutte le versioni dell'antivirus Avast proteggono dagli attacchi di cripto-mining WannaCry, BadRabbit e NotPetya e Emotet, senza richiedere un singolo aggiornamento del prodotto. Il fatturato raggiunge 811 milioni di dollari. Avast acquisisce Piriform, portando gli utenti attivi totali a oltre 435 milioni.
- 2018 - Avast è quotata alla Borsa di Londra.
- 2019 - Ondřej Vlček, nominato CEO, guida una nuova fase di crescita.

## Funzionalità
Fino alla versione 4.8, Avast! generava un database interno, detto VRDB (Virus Recovery Database, in italiano "Database di recupero virus"); si trattava di una base di dati di integrità. Il software memorizzava le informazioni sulla condizione reale dei file, creando per ogni file varie versioni di recupero. La creazione e il mantenimento del database venivano effettuati anche quando il computer era in pausa o quando era in funzione il salvaschermo. Se un qualunque file era infetto da un virus, era possibile ripararlo e tentare di ricostruire il suo stato originale. Nel caso di versioni multiple del file nella base di dati, si poteva scegliere la versione preferita. Dalla versione 5 la funzione VRDB è stata rimossa, in quanto ritenuta obsoleta per il comportamento attuale dei virus.
Come altri software antivirus, prevede anche un'area di quarantena, chiamata "cestino dei virus": una cartella protetta del sistema in cui inserire i file sospetti. Inoltre, in questa area vengono inseriti automaticamente alcuni file importanti per la stabilità di Windows in modo da poterli ripristinare in caso vengano infettati quelli presenti nel sistema.
Permette di effettuare scansioni complete del sistema, di singoli file o cartelle. L'aggiornamento delle definizioni e dei file del programma avviene in maniera automatica più volte al giorno a intervalli di tempo impostabili. Di default gli aggiornamenti del database vengono controllati ogni 240 minuti. Nella versione free l'intervallo di tempo minimo impostabile è di 120 minuti. Se si imposta un intervallo inferiore a 120 minuti, Avast! controllerà gli aggiornamenti ugualmente ogni 120 minuti. Se invece si imposta un intervallo di tempo superiore a 120 minuti, Avast! lo rispetterà. Per poter far controllare ad Avast! gli aggiornamenti automaticamente ad intervalli inferiori a 120 minuti, bisogna usare la versione Pro o Internet Security.

### Features 2022
1. Scansione in tempo reale: Avast monitora continuamente il tuo computer per individuare eventuali attività dannose e rimuove eventuali malware o virus rilevati.
2. Rilevamento di virus e malware: Avast utilizza una combinazione di scansione basata su firme e analisi comportamentale per individuare e rimuovere virus e malware.
3. Firewall: Avast include un firewall che blocca l'accesso non autorizzato al tuo computer e impedisce agli hacker di sfruttare le vulnerabilità.
4. Protezione delle email: Avast scansiona le email in entrata e in uscita per individuare eventuali allegati o link maligni che possono infettare il tuo computer.
5. Protezione della navigazione web: Avast analizza il tuo traffico web e blocca qualsiasi sito sospetto o pericoloso per proteggerti da phishing, malware e altre minacce online.
6. Sicurezza Wi-Fi: Avast ti avvisa se ti connetti a una rete Wi-Fi non protetta e ti aiuta a proteggere le tue informazioni sensibili dagli hacker.
7. Protezione ransomware: Avast fornisce una protezione avanzata contro gli attacchi ransomware e può individuare e bloccare il ransomware prima che possa criptare i tuoi file.
8. Gestore delle password: Avast include un gestore delle password che archivia in modo sicuro le tue password e le inserisce automaticamente quando accedi ai siti web.

Complessivamente, Avast offre un insieme completo di funzionalità per mantenere il tuo computer e le tue informazioni personali al sicuro dalle minacce online.

## Cronologia delle versioni

### Versione 5
A partire dalla release 5, Avast! è disponibile in 3 versioni:
- Avast! Free Antivirus (versione gratuita);
- Avast! Pro Antivirus (versione a pagamento corrispondente alla vecchia versione Professional);
- Avast! Internet Security (oltre alle funzionalità della versione Pro, aggiunge quelle del Firewall e Antispam).

Alle già presenti protezioni in tempo reale, a tutte le versioni (Free, Pro e IS) viene aggiunta l'analisi comportamentale.
È stata aggiunta la tecnologia euristica, assente nelle precedenti release.
Nelle versioni Pro e IS è presente un Sandbox in cui possono essere eseguite le applicazioni dubbie per analizzarne il comportamento.
Al momento della richiesta di disabilitazione delle protezioni di Avast! o della disinstallazione del pacchetto viene visualizzata una schermata di conferma al fine di verificare se il richiedente è l'utente e non, invece, un malware.

### Versione 6
Le principali novità introdotte con la versione 6 sono:
- AutoSandbox che permette di isolare i programmi sospetti mediante una virtualizzazione all'interno di una sandbox;
- rilevamento di script dannosi nascosti nelle pagine web e blocco dei siti anche nella versione gratuita;
- Avast WebRep, un componente aggiuntivo (disponibile per Internet Explorer, Mozilla Firefox e Google Chrome) che indica il grado di affidabilità di un sito web sulla base di segnalazioni degli utenti e della casa madre;
- sidebar con gadget utilizzabile sia con Windows Vista che con Windows 7;
- SafeZone che crea un desktop isolato e invisibile al resto del sistema operativo e a eventuali key-logger o spyware.

L'interfaccia utente della versione 6 di Avast! Free Antivirus è simile a quella della versione 5.

### Versione 7
Le novità introdotte con la versione 7 sono:
- nuovo sistema di scansione denominato "FileRep";
- automatizzazioni della Sandbox in relazione alle scansioni "FileRep";
- funzionalità di assistenza remota.
- funzionalità di amministrazione di più installazioni (richiesta registrazione su sito);
- nuovo metodo di gestione degli aggiornamenti;
- nuova versione del plugin browser "WebRep" che recensisce i siti visitati;
- compatibilità con Windows 8;
- nuova interfaccia grafica.

### Versione 8
Le migliorie della versione 8:
- modulo Software Updater: verifica e installa automaticamente gli aggiornamenti delle applicazioni più importanti installate. Funziona regolarmente solo nella nuova e completa versione Premier dell'antivirus. Nelle altre versioni dell'antivirus l'installazione degli aggiornamenti fallisce;
- modulo Browser Cleanup: offre la pulizia dei dati di navigazione dei browser supportati e la rimozione dei componenti aggiuntivi inutili con basse valutazioni;
- nuova interfaccia grafica semplificata, con un menù principale in stile Metro;
- compatibilità con Windows 8: risolti definitivamente i crash dovuti all'incompatibilità di aswnet.sys con sistemi operativi Windows 8;
- modulo Advanced Privacy Tools (solo con Avast! Premier);
- funzionalità AccessAnywhere (solo con Avast! Premier);
- migliorata la tecnologia AutoSandbox/Sandbox;
- migliorata notevolmente la performance e la stabilità dell'antivirus.

### Versione 9
Avast 2014 (numero di versione 9.0.2006) è stata distribuita il 15 ottobre 2013 e porta una serie di novità.
Funzionalità e miglioramenti relativi alla protezione:
- la nuova tecnologia DeepScreen permette ad Avast! di prendere decisioni più intelligenti circa i file nuovi o sconosciuti. DeepScreen è un successore dell'AutoSandbox, ora aggiornato con alcune ulteriori nuove tecnologie, come la traduzione binaria dinamica e Dyna-Gen;
- nuova modalità Hardened per gli scenari di lockdown, consigliata soprattutto per gli utenti alle prime armi: si blocca automaticamente l'esecuzione di binari che normalmente sarebbero deepscreened (livello medio) o addirittura consente solo l'esecuzione di programmi ben noti per FileRep (livello aggressivo);
- migliorata funzionalità di scansione di cloud e crowdsourcing per l'analisi di oggetti sospetti. Questo include un nuovo meccanismo ottimizzato per la raccolta di dati dai nostri sensori;
- tecnologia streaming di aggiornamento continuo (CSU) per rilevazioni up-to-minute. Questo non è del tutto nuovo ma un miglioramento di una caratteristica già abbozzata nelle precedenti release;
- migliorata la pulizia dei malware, sia standard che i rootkit e gli agenti infettanti di file.

Altre nuove caratteristiche:
- nuovi plugin per i browser web con valutazioni complete per la sicurezza, la protezione contro il malware, phishing e typosquatting siti e Do-Not-Track (DNT) funzionalità per migliorate per l'anonimato su Internet;
- nuova SafeZone per acquisti più sicuri online ed ebanking. Gli utenti possono ora passare tra SafeZone e il normale browser con un solo clic. Inoltre, i siti di online banking possono essere aperti automaticamente in SafeZone;
- rescue Disk consente agli utenti di creare un CD avviabile o un disco flash con Avast su di esso.

Altri miglioramenti:
- una nuova interfaccia utente ottimizzata per la navigazione e più confortevole. Ridefiniti gli "scudi" di protezione a tre (File Shield, Web Shield, Protezione Mail) e ottimizzati i pulsanti di azione sulla home page in modo che siano completamente configurabili;
- è possibile controllare e gestire tutti i dispositivi protetti direttamente dalla console di Avast: l'account su my.avast.com si integra perfettamente nell'interfaccia utente per consentire la gestione di tutti i dispositivi che eseguono Avast;
- drastica riduzione delle dimensioni del file di installazione (meno di 60 MB, rispetto ai 120 MB di oggi) e dell'occupazione di memoria. Per impostazione predefinita, l'installazione avviene tramite un nuovo programma di installazione;
- scansioni più veloci grazie al motore di scansione ottimizzata (la scansione dei file .exe è circa due volte più veloce, mentre le scansioni del contenuto del testo, ad esempio, pagine Web e gli script, è fino a dieci volte più veloce);
- completamente riscritto il metodo di installazione e aggiornamento che rende il processo di installazione e di aggiornamento più veloci, facili e affidabili;
- firewall riprogettato da zero per permettere una migliore compatibilità con le più recenti versioni di Windows, migliori prestazioni e un supporto completo per IPv6 (anche se l'interfaccia utente è rimasta invariata);
- nuovo sistema di licenze che rende molto più semplice la gestione delle licenze dei prodotti. Il sistema si basa su codici di attivazione, e questi possono essere aggiunti semplicemente cliccando su un link;
- vari miglioramenti al Software Updater e allo strumento Pulitura Browser.

### Versione 10 (2015)
Il 21 ottobre 2014 Avast ha annunciato le edizioni 2015 (10.0.2206)
Queste le principali novità:
- scansione HTTPS: capacità di individuare e decifrare connessioni protette TLS/SSL tramite la protezione web. Questa funzione serve per proteggere dai virus attraverso il traffico HTTPS, È possibile disattivarla nella sezione Impostazioni;
- AVAST NG: una soluzione di virtualizzazione basata su hardware in grado di eseguire ogni processo di Windows in ambiente autonomo sicuro virtualizzato (VM) e completamente integrato nel desktop. Ogni processo viene eseguito in una propria istanza di VM, totalmente isolata dalle altre applicazioni. Questa funzione è ora alimentata dall'Avast DeepScreen, con conseguente migliore rilevazione. Avast NG richiede la virtualizzazione hardware abilitata (dal BIOS);
- SecureDNS: è una funzione presente in Avast Premier, Avast Internet Security e Avast Pro Antivirus che protegge dal dirottamento del DNS (Domain Name System).
- Home Network Security: scansione della rete domestica per la vulnerabilità (stato del wifi, dispositivi collegati, impostazioni del router, le password di fabbrica, ecc). Aiuta a scoprire i potenziali problemi non su un solo dispositivo, ma su tutta la rete di dispositivi usati per connettersi a Internet;
- Smart Scan: integra tutte le scansioni in una sola (antivirus, aggiornamenti software, rete domestica, GrimeFighter) con diversi risultati e raccomandazioni.

Dalla versione 10.3.2225 è inoltre stata introdotta la funzione HIPS (Host-based intrusion prevention system)

### Versione 11 (2016)
Il 3 novembre 2015 Avast ha annunciato le edizioni 2016 con la versione 11.1.2241.
Le principali novità sono: una nuova e riprogettata Safezone (versioni a pagamento), nuova interfaccia, nuovo controllo e gestione delle password, nonché miglioramenti e bug fixing.

### Versione 12 (2016)
Il 19 agosto 2016 Avast! Software ha rilasciato la versione "Nitro Update" (12.3.2280). Le principali novità sono bug fixing, miglioramento generale delle prestazioni e miglioramento netto nello scanning (soprattutto virus e minacce di rete).

## Caratteristiche
- Protezione File System: scansione in tempo reale dei programmi lanciati e dei file a cui accede l'utente.
- Protezione Mail: scansiona le e-mail e gli allegati in ingresso in diversi client e-mail.
- Protezione Web: scansiona il traffico http e https.
- Protezione Rete domestica: controlla se i dispositivi collegati al computer sono sicuri e notifica se è necessario cambiare password o altro.
- Software updater: controlla se il software è aggiornato e notifica nuove versioni.
- Browser cleanup: controlla se i plugin installati nel browser sono sicuri.
- Avast online security: controlla il grado di sicurezza e la qualità delle pagine web con funzioni di do not track (blocco tracciamento).

## Controversie
Nel gennaio 2020 diverse fonti hanno riferito che Avast Antivirus, tramite una consociata, la società Jumpshot, stava vendendo a terzi la cronologia di navigazione contenente ricerche su Google, ricerche di posizioni e coordinate Gps su Google Maps, visite alle pagine LinkedIn delle aziende, particolari video di YouTube e visite ai siti porno di circa 100 milioni di utenti che usavano prodotti Avast. Sebbene la società abbia affermato che tutti i dati sono stati "de-identificati", è stato riferito che i dati venduti potrebbero essere ricollegati alle identità reali delle persone. In risposta, Avast ha annunciato che avrebbe chiuso la filiale.

## Versione attuale
L'ultima versione stabile per Windows è la 12.3.2280, distribuita a livello mondiale il 19 agosto 2016 alle ore 10:49:42. A parte le versioni per le aziende, i prodotti per i privati sono:
- Avast! Free Antivirus 2016— freeware solo per uso personale non commerciale;
- Avast! Pro Antivirus 2016 — shareware per uso sia commerciale che personale;
- Avast! Internet Security 2016 — shareware per uso sia commerciale che personale;
- Avast! Premier 2016 — shareware per uso sia commerciale che personale.

Ecco una comparazione tra le caratteristiche fornite da ciascun prodotto:
|                                                                               | Free Antivirus | Pro Antivirus | Internet Security | Premier |
| Blocca virus e spyware                                                        | Sì             | Sì            | Sì                | Sì      |
| Consente ad un amico di aiutarti in modalità remota in caso di problemi al PC | Sì             | Sì            | Sì                | Sì      |
| Protegge operazioni bancarie e acquisti online                                | No             | Sì            | Sì                | Sì      |
| Permette di navigare su siti web a rischio                                    | No             | Sì            | Sì                | Sì      |
| Esegue programmi a rischio in piena sicurezza                                 | No             | Sì            | Sì                | Sì      |
| Blocca gli attacchi dei cracker                                               | No             | No            | Sì                | Sì      |
| Protegge i tuoi dati personali                                                | No             | No            | Sì                | Sì      |
| Protegge la tua identità                                                      | No             | No            | Sì                | Sì      |
| Blocca lo spam                                                                | No             | No            | Sì                | Sì      |
| Blocca i tentativi di phishing                                                | No             | No            | Sì                | Sì      |
| Mantiene i programmi aggiornati automaticamente                               | No             | No            | No                | Sì      |
| Consente di accedere al PC da postazioni remote                               | No             | No            | No                | Sì      |
| Può pulire in modo sicuro il tuo disco rigido quando necessario               | No             | No            | No                | Sì      |